# 首冠藤
首冠藤（学名：Bauhinia corymbosa）是豆科羊蹄甲属的植物。分布于亚热带、世界热带以及中国大陆的广东、海南等地，一般生长在山谷密林中或山坡阳处，目前尚未由人工引种栽培。

## 别名
深裂叶羊蹄甲（中国主要植物图说）

## 异名
- Bauhinia corymbosa Roxb. ex DC. var. longipes Hosokawa